# Journal of Comparative Physiology
Das Journal of Comparative Physiology ist eine naturwissenschaftliche Fachzeitschrift, die sich mit verschiedenen Themen aus dem Bereich der Physiologie beschäftigt. Das Journal wird in zwei verschiedenen Ausgaben als Journal of Comparative Physiology A und B veröffentlicht. Im Journal of Comparative Physiology A werden Themen aus dem Bereich der Neuroethologie, sensorischen, neuralen und Verhaltensbiologie veröffentlicht, während in der Ausgabe B der Fokus auf Themen der biochemischen und ökologischen Physiologie gelegt wird.
Erstmals veröffentlicht wurde das Journal als Zeitschrift für vergleichende Physiologie im Jahre 1924. Im Jahr 1972 wurde auf Grund der Internationalisierung der Name in die englische Bezeichnung Journal of Comparative Physiology geändert.
Der Impact Factor der Ausgabe A lag im Jahr 2013 bei 1,634. Nach der Statistik des ISI Web of Knowledge wird das Journal mit diesem Impact Factor in der Kategorie Physiologie an 58. Stelle von 81 Zeitschriften, in der Kategorie Neurowissenschaften an 198. Stelle von 251 Zeitschriften, in der Kategorie Verhaltensforschung an 35. Stelle von 49 Zeitschriften und in der Kategorie Zoologie an 38. Stelle von 152 Zeitschriften geführt. Der Impact Factor der Ausgabe B lag im Jahr 2014 bei 2,619. Nach der Statistik des ISI Web of Knowledge wird das Journal mit diesem Impact Factor in der Kategorie Physiologie an 35. Stelle von 83 Zeitschriften und in der Kategorie Zoologie an 15. Stelle von 153 Zeitschriften geführt.